# Johann Friedrich von Brehmer
Johann Friedrich von Brehmer (* Oktober 1737 in Weißenfels an der Saale; † 27. Februar 1802 in Hamm) war ein preußischer Generalmajor und Chef des Infanterieregiments Nr. 9.

## Leben

### Herkunft
Johann Friedrich war der Sohn von Gustav Leberecht von Brehmer, herzoglich sächsischer Stallmeister, und dessen Ehefrau Johanne Philippine von Stahr.

### Militärkarriere
Brehmer kam 1755 daher zunächst als Kadett im Regiment „Prinz Friedrich“ in kursächsische Dienste. Während des Siebenjährigen Krieges geriet er am 15. November 1756 bei der Kapitulation der sächsischen Truppen bei Pirna in Gefangenschaft und wechselte in preußische Dienste.
In der Schlacht bei Roßbach wurde er verwundet sowie in der Schlacht bei Liegnitz am rechten Arm und am Fuß verletzt. Brehmer machte aber noch die Gefechte von Farbezin in Pommern und Nickelsberg in Böhmen mit. Ferner befand er sich bei den Belagerungen von Prag, Neiße, Dresden und Schweidnitz. In der Zeit wurde er im Infanterieregiment „Prinz Ferdinand“ Nr. 34 am 2. August 1758 Sekondeleutnant und am 28. Januar 1763 Premierleutnant. Nach dem Krieg folgte am 7. Januar 1772 die Beförderung zum Stabskapitän sowie am 22. Juni 1772 Kapitän. Gleichzeitig wurde Brehmer zum Kompaniechef ernannt. Im September 1772 nahm er an den großen Herbstmanövern bei Potsdam teil. Am 25. Juli 1773 erhielt er vier Wochen Urlaub, um auf dem Gut Freienwald nach dem Rechten zu sehen. Er nahm am Bayerischen Erbfolgekrieg teil und wurde danach am 3. November 1782 Major. Am 16. Juli 1787 wurde er Bataillonskommandeur und in dieser Funktion am 11. September Oberstleutnant. Am 29. Dezember 1792 ernannte ihn der König zum Kommandeur des Infanterieregiments „von Ruits“ Nr. 28. Am 8. Januar 1793 wurde er Oberst und nahm während des polnischen Krieges an der Einnahme von Warschau teil. Am 3. Dezember 1796 wurde er zum Chef des Infanterieregiments „von Winning“ Nr. 9 ernannt. Anschließend wurde er am 4. Juni 1798 noch zum Generalmajor befördert.

### Familie
Brehmer heiratete am 6. Juni 1777 in Meseburg Maria Eleonore Rosine Sophie von Kaphengst (* 8. September 1745; † 10. Januar 1820 in Radensleben). Sie war die Tochter des Kapitäns a. D. und Erbherren von Bruch und Molwitz, Christian Albrecht von Kaphengst (* 29. November 1704; † 15. November 1773) und dessen Ehefrau Henriette Dorothea von Rochow (* 28. Juli 1718; † 8. Juni 1783) aus dem Haus Plessow. Das Paar hatte folgende Kinder:
- Ferdinand Christian Heinrich Friedrich (* 15. Februar 1778 in Neuruppin)
- Johanna Dorothea Auguste Friederike (* 5. Oktober 1780 in Neuruppin)
- Wilhelm Albrecht (* 2. Oktober 1783), stand im Infanterieregiment Nr. 34
- Friederike Alberine Henriette (* 2. Oktober 1783 in Neuruppin; † 30. November 1803)
- Karl Ludwig (* 10. Juli 1788 in Neuruppin; † 30. August 1865), zuletzt Kapitän a. D. im Kaiser Alexander Garde-Grenadier-Regiment Nr. 1